# 福贡假毛蕨
福贡假毛蕨（学名：Pseudocyclosorus fugongensis），为金星蕨科假毛蕨属下的一个植物种。